# Djinn (filme)
Djinn é um filme de terror de 2013, dirigido pelo cineasta Tobe Hooper, com a consultoria da diretora Nayla Al Khaja. O filme trata sobre os djinn.

## Elenco
- Khalid Laith como Khalid
- Razane Jammal como Salama
- Aiysha Hart como Sarah
- Carole Abboud como Zaynab
- Paul Luebke como Bobby
- May Calamawy como Aisha
- Ahmed Abdullah como Saeed
- Saoud Al Kaabi como Mubarak
- Abdullah Al-Jenaibi como Nasser